# Glijmiddel (industrie)
Een glijmiddel is een substantie die wordt toegepast om de wrijving tussen twee objecten te verminderen. In de industrie wordt bij voorkeur de term 'smeermiddel' gebruikt, omdat deze term het Engelstalige woord 'lubricant' beter benadert. Beide hebben echter dezelfde functie. 
Glijmiddelen voor industriële toepassingen kunnen vast, vloeibaar of gasvormig zijn, voor seksuele toepassingen zijn ze altijd vloeibaar.

## Glijmiddelen voor industriële doeleinden
In industriële toepassingen worden vaak glijmiddelen gebruikt waar een object over een groot vlak moet kunnen glijden, en het ondoenlijk is om smeermiddelen te gebruiken omdat deze te veel afremmen of omdat de toevoer hiervan onpraktisch is.
Er zijn zeer veel verschillende glijmiddelen, hieronder enkele voorbeelden:

### Vast glijmiddel
- In het voetbalstadion GelreDome kan de gehele grasmat naar buiten schuiven. De grasmat staat op voeten met een coating van Teflon, die over stalen banen glijden. De combinatie staal en Teflon heeft zeer weinig wrijving.
- Bij het spel Carrom schuiven schijven over een vlak spelbord, de wrijving wordt verminderd door een glijmiddel bestaande uit zeer kleine ronde korreltjes op het bord te strooien.

### Gasvormig glijmiddel
- Bij het spel airhockey moet een puck over een vlakke tafel glijden. In de gehele tafel zitten kleine gaatjes, waardoor onder hoge druk lucht geblazen wordt. Door de druk zweeft de puck enkele micrometers boven de tafel en bestaat de wrijving bijna alleen uit luchtweerstand.
- Bij stootexperimenten wordt vaak een holle puck gebruikt met daarin een brok droogijs. Dit droogijs sublimeert tot koolzuurgas dat ontsnapt door een gat uit de bodem waardoor de puck enkele micrometers boven de experimenttafel zweeft, net als bij airhockey.